# 352 a.C.
Il 352 a.C. (CCCLII a.C. in numeri romani) è un anno  del IV secolo a.C.

## Eventi
- Abdera passa al Regno di Macedonia.
- Roma
  - Consoli Publio Valerio Publicola e Gaio Marcio Rutilo II
  - Dittatore Gaio Giulio Iullo